# Offene Abbildung
Offene Abbildung ist ein Begriff aus der Mathematik, speziell der Topologie.
Stetige Funktionen können dadurch charakterisiert werden, dass Urbilder offener Teilmengen der Zielmenge wieder offen sind. Die entsprechend formulierte Bedingung für Bilder statt Urbilder führt zum Begriff der offenen Abbildung.

## Definition
Eine Abbildung (oder Funktion) {\displaystyle f} von einem topologischen Raum {\displaystyle X} in einen topologischen Raum {\displaystyle Y} heißt offen, wenn das Bild {\displaystyle f(O)} einer jeden offenen Teilmenge {\displaystyle O} von {\displaystyle X} eine offene Teilmenge von {\displaystyle Y} ist.

## Erläuterungen und Beispiele
- Eine Abbildung {\displaystyle f\colon \,X\to Y} ist genau dann offen, wenn für jeden Punkt {\displaystyle x\in X} und jede Umgebung {\displaystyle U} von {\displaystyle x} in {\displaystyle X} die Bildmenge {\displaystyle f(U)} eine Umgebung von {\displaystyle f(x)} in {\displaystyle Y} ist.
- Sind {\displaystyle X}, {\displaystyle Y} und {\displaystyle Z} topologische Räume und sind die Abbildungen {\displaystyle f\colon \,X\to Y} und {\displaystyle g\colon \,Y\to Z} beide offen, so ist auch die Komposition {\displaystyle g\circ f\colon X\to Z} eine offene Abbildung.
- Offene Abbildungen sind in der Regel nicht stetig. Zum Beispiel ist die durch {\displaystyle f(0)=0} und {\displaystyle f(z)=e^{\frac {1}{z}}} definierte Abbildung nach dem großen Satz von Picard eine offene Abbildung, aber nicht stetig in {\displaystyle 0}.
- Ein Beispiel einer stetigen und nicht offenen Abbildung ist die mit einer irrationalen Zahl {\displaystyle \alpha } durch {\displaystyle f(x)=(e^{x2\pi i},e^{\alpha x2\pi i})} definierte Abbildung {\displaystyle f\colon \mathbb {R} \to S^{1}\times S^{1}}. Das Bild dieser Abbildung ist keine offene Teilmenge, sondern liegt dicht in {\displaystyle S^{1}\times S^{1}}.
- Wenn {\displaystyle Y} ein diskreter topologischer Raum ist, dann ist jede Abbildung nach {\displaystyle Y} eine offene Abbildung, aber nur die lokal konstanten Abbildungen sind stetig.
- Stetige Abbildungen sind in der Regel nicht offen. So ist eine konstante Abbildung in der Regel nicht offen. Dasselbe Beispiel zeigt, dass abgeschlossene Abbildungen nicht offen sein müssen.
- Auch die durch {\displaystyle f(x)=x^{2}} definierte Abbildung {\displaystyle f\colon \mathbb {R} \to \mathbb {R} } ist stetig, aber nicht offen, denn {\displaystyle f((-1,1))=[0,1)} ist nicht offen in {\displaystyle \mathbb {R} }.
- Eine offene Abbildung ist in der Regel nicht abgeschlossen. Die Abbildung  {\displaystyle f:\mathbb {R} ^{2}\to \mathbb {R} ,\,(s,t)\mapsto s} ist offen, die Bildmenge der abgeschlossenen Menge {\displaystyle \{(s,t)\colon s\geq 0,st\geq 1\}} ist die nicht-abgeschlossene Menge {\displaystyle (0,\infty )}.[1]
- Homöomorphismen sind stets offene Abbildungen. Eine stetige Bijektion ist genau dann ein Homöomorphismus, wenn sie eine offene Abbildung ist.
- Sind {\displaystyle X} und {\displaystyle Y} topologische Räume und ist {\displaystyle f\colon \,X\to Y} eine Bijektion, so ist {\displaystyle f} genau dann ein Homöomorphismus, wenn sowohl {\displaystyle f} als auch die Umkehrabbildung {\displaystyle f^{-1}\colon \,Y\to X} offene Abbildungen sind.
- In einem topologischen Produktraum {\displaystyle X=\textstyle \prod _{i\in I}X_{i}} sind die kanonischen Projektionen {\displaystyle p_{i}\colon X\to X_{i}} stets offen.
- Projektionen von Faserbündeln sind stets offene Abbildungen.
- Ein stetiger, linearer Operator zwischen zwei Banachräumen ist genau dann offen, wenn er surjektiv ist. (Satz über die offene Abbildung)
- Der Offenheitssatz der Funktionentheorie besagt, dass holomorphe Funktionen, die auf keiner Zusammenhangskomponente ihres offenen Definitionsbereichs konstant sind, offene Abbildungen sind.
- Nach dem Satz von der Invarianz offener Mengen ist im euklidischen Raum {\displaystyle \mathbb {R} ^{n}\;(n\in \mathbb {N} )} für jede offene Teilmenge {\displaystyle U\subseteq \mathbb {R} ^{n}} und jede injektive stetige Abbildung {\displaystyle f\colon U\to \mathbb {R} ^{n}} die Bildmenge {\displaystyle f(U)\subseteq \mathbb {R} ^{n}} stets offen, also {\displaystyle f} eine offene Abbildung.
- Der Satz von der offenen Abbildung aus der Theorie der lokalkompakten Gruppen besagt, dass jeder stetige, surjektive Gruppenhomomorphismus von einer σ-kompakten, lokalkompakten Gruppe auf eine lokalkompakte Gruppe automatisch offen ist.